# Japan National Trust
Le Japan National Trust (日本ナショナルトラスト) est une organisation dont l'objet est de conserver et protéger le patrimoine naturel et culturel du Japon.

## Histoire
En 1964, dans un article intitulé « Destruction de la nature », le romancier Jirō Osaragi (大仏次郎) décrit l'activité du National Trust britannique. Une « Fondation pour la préservation des sites naturels » (観光資源保護財団) est créée en décembre 1968. Elle change plus tard son nom pour celui de « Japan National Trust » qu'elle porte aujourd'hui. Elle est placée sous le contrôle du ministère des Transports.
Le National Trust du Japon dispose de droits de visite réciproques avec les organismes similaires d'autres pays.

## Source de la traduction
- (en) Cet article est partiellement ou en totalité issu de l’article de Wikipédia en anglais intitulé « Japan National Trust » (voir la liste des auteurs).